# Maria Helena da Rocha Pereira
Maria Helena Monteiro da Rocha Pereira (Cedofeita, Porto, 3 de setembro de 1925 – Porto, 10 de abril de 2017) foi uma especialista portuguesa em Estudos Clássicos (cultura grega e latina).

## Biografia
Formou-se em filologia clássica na Faculdade de Letras da Universidade de Coimbra em 1947. Bolseira do Instituto de Alta Cultura na Universidade de Oxford, foi discípula de E. R. Dodds, Rudolf Pfeiffer e John Beazley. Concluiu o seu doutoramento em Letras na Universidade de Coimbra em 1956, com a tese Concepções helénicas de felicidade no além: de Homero a Platão.
Entre 1948 e 1957 foi professora de latim e depois de grego antigo no Centro de Estudos Humanísticos da Universidade do Porto. Em 1951 tornou-se segunda assistente de Filologia Clássica na Faculdade de Letras da Universidade de Coimbra, onde faria a sua carreira universitária. No ano de 1964 tornou-se professora catedrática da Faculdade de Letras da Universidade de Coimbra com a cadeira de Literatura Grega. Entre 1965 e 1966 foi diretora do Instituto de Arqueologia da Universidade de Coimbra e entre 1991 e 1995 diretora do Instituto de Estudos Clássicos desta mesma universidade. Foi também diretora das revistas Humanitas e Biblos.
Foi sócia efetiva da Classe de Letras da Academia das Ciências de Lisboa desde 1991. Jubilou-se no ano de 1995.
Em sua honra a Fundação Engenheiro António de Almeida criou o prémio "Doutora Maria Helena da Rocha Pereira", que visa galardoar uma tese de doutoramento em Estudos Clássicos da Faculdade de Letras da Universidade de Coimbra.
Maria Helena da Rocha Pereira, em conjunto com Aníbal Pinto de Castro, entretanto falecido, foi incumbida pela Academia das Ciências de Lisboa de fazer a supervisão científica do novo Vocabulário da Língua Portuguesa.
A 9 de junho de 2004, foi agraciada com o grau de Grã-Cruz da Ordem Militar de Sant'Iago da Espada.
Em 2009 recebeu o grau de doutor honoris causa pela Universidade de Lisboa. Em 2010 foi galardoada com o prémio Vida Literária.
Morreu em 10 de abril de 2017, no Porto, aos 91 anos de idade.

## Obras
- Estudos de História da Cultura Clássica I Volume. Fundação Calouste Gulbenkian. 2009
- Estudos de História da Cultura Clássica II Volume. Fundação Calouste Gulbenkian. 2002

Nos últimos anos a Imprensa da Universidade de Coimbra publicou a sua obra quase completa, agora acessível tanto em formato físico como digital:
- Vol. I: Estudos sobre a Grécia Antiga — Dissertações
- Vol. II: Estudos sobre a Grécia antiga — Artigos
- Vol. III: Traduções do Grego
- Vol. IV: Arte Antiga
- Vol. V: Estudos sobre a Roma Antiga, a Europa e o Legado Clássico
- Vol. VI: Latim Medieval
- Vol. VII: Latim Medieval e Renascentista
- Vol. VIII: Receção das Fontes Clássicas em Portugal
- Vol. IX: Estudos sobre Língua e Literatura Portuguesas
- Vol. X: Recensões Críticas, Notícias e Comentários

## Prémios
- 1989: Prémio P.E.N. Clube Português de Ensaio, pela obra Novos ensaios sobre temas clássicos na poesia portuguesa.[6]
- 2003: Prémio Jacinto do Prado Coelho do Centro Português da Associação Internacional de Críticos Literários, pelo ensaio Portugal e a herança clássica e outros textos.[7]
- 2006: Prémio Troféu Latino, da União Latina.[8]
- 2006: Prémio Universidade de Coimbra.[9]
- 2008: Prémio de Cultura Padre Manuel Antunes.[10]
- 2010: Grande Prémio Vida Literária APE/CGD.[11]